# John Paul Young
John Paul Young OAM (Glasgow, 21 de junho de 1950) é um cantor australiano de origem escocesa que conseguiu sucesso internacional com a canção "Love Is in the Air" em 1978. Sua carreira foi impulsionada por aparições regulares como intérprete e apresentador convidado da série Countdown, da Australian Broadcasting Corporation. Além de "Love Is in the Air", Young alcançou o top 10 das paradas na Alemanha e na Holanda com "Standing in the Rain" e outros quatro hits na África do Sul, incluindo os números um "I Hate the Music" e "Yesterday's Hero".
Em 2009, Young foi introduzido no Hall da Fama da Australian Recording Industry Association (ARIA).

## Prêmios e indicações

### APRA Awards
O APRA Awards é entregue anualmente desde 1982 pela Australasian Performing Right Association (APRA).
| Ano  | Recipiente                                   | Categoria                       | Resultado |
| ---- | -------------------------------------------- | ------------------------------- | --------- |
| 2004 | "Love Is in the Air" – Young – Vanda & Young | Obra Australiana Mais Executada | Venceu    |

### ARIA Awards
Young foi introduzido pela Australian Recording Industry Association (ARIA) em seu Hall da Fama em 2009 junto de Kev Carmody, The Dingoes, Little Pattie e Mental As Anything. Esta introdução reconheceu seu "significante corpo de trabalhos gravados" e constatou que ele "teve um impacto cultural na Austrália".